# Ліберія на літніх Олімпійських іграх 1956
Ліберія на літніх Олімпійських іграх 1956 була представлена Олімпійським комітетом Ліберії. Це був дебют країни на олімпійських іграх. У Мельбурн прибуло всього 4 ліберійських легкоатлета, але показати високі результати вони не змогли.

## Склад олімпійської збірної Ліберії

### Легка атлетика
Спортсменів — 4

#### Чоловіки
| Спортсмен                                                   | Дисципліна        | Попередній раунд 1 | Попередній раунд 1 | Попередній раунд 2 | Попередній раунд 2 | Півфінал        | Півфінал        | Фінал           | Фінал           |
| Спортсмен                                                   | Дисципліна        | Результат          | Місце              | Результат          | Місце              | Результат       | Місце           | Результат       | Місце           |
| ----------------------------------------------------------- | ----------------- | ------------------ | ------------------ | ------------------ | ------------------ | --------------- | --------------- | --------------- | --------------- |
| Джеймс Робертс                                              | 100 м             | 11.3               | 52                 | Завершив виступ    | Завершив виступ    | Завершив виступ | Завершив виступ | Завершив виступ | Завершив виступ |
| Еммануель Путу                                              | 100 м             | 11.3               | 52                 | Завершив виступ    | Завершив виступ    | Завершив виступ | Завершив виступ | Завершив виступ | Завершив виступ |
| Джеймс Робертс                                              | 200 м             |                    | DSQ                | Завершив виступ    | Завершив виступ    | Завершив виступ | Завершив виступ | Завершив виступ | Завершив виступ |
| Еммануель Путу                                              | 200 м             | час не зафіксовано | час не зафіксовано | Завершив виступ    | Завершив виступ    | Завершив виступ | Завершив виступ | Завершив виступ | Завершив виступ |
| Джордж Джонсон                                              | 400 м             | 54.8               | 40                 | Завершив виступ    | Завершив виступ    | Завершив виступ | Завершив виступ | Завершив виступ | Завершив виступ |
| Джордж Джонсон                                              | 800 м             | час не зафіксовано | час не зафіксовано | Завершив виступ    | Завершив виступ    | Завершив виступ | Завершив виступ | Завершив виступ | Завершив виступ |
| Джордж Джонсон Едвард Мартінс Еммануель Путу Джеймс Робертс | 4х100             | 47.7               | 17                 |                    |                    | Завершив виступ | Завершив виступ | Завершив виступ | Завершив виступ |
| Едвард Мартінс                                              | Стрибки в довжину | 6.01               | 31                 |                    |                    |                 |                 | Завершив виступ | Завершив виступ |